# Vescovato (Haute-Corse)
Vescovato település Franciaországban, Haute-Corse megyében. Lakosainak száma 3393 fő (2022. január 1.). Vescovato Lucciana, Loreto-di-Casinca, Monte és Venzolasca községekkel határos.

## Népesség
A település népessége az elmúlt években az alábbi módon változott:
| Lakosok száma | 1509 | 2129 | 2329 | 2305 | 2568 | 2727 | 2836 | 2851 | 3032 | 3393 |
|               | 1968 | 1982 | 1990 | 2006 | 2013 | 2015 | 2017 | 2019 | 2020 | 2022 |